# 完顏洪裕
完颜洪裕（1186年—1188年10月25日），为金朝宗室，金章宗完颜璟的长子。母亲钦怀皇后蒲察氏。
洪裕于大定二十六年（1186年）出生。当时他祖父完颜允恭去世逾年，金世宗深深感伤，听说皇曾孙生，非常高兴。满三月，在庆和殿宴会，赐曾孙金鼎，金香合，重彩二十端，骨睹犀、吐鹘玉山子、兔兒垂头一副，名马二匹。完颜璟进献给祖父玉双驼镇纸、玉琵琶拨、玉凤钩、骨睹犀具佩刀、衣服一袭。世宗御酒歌欢，乙时才结束。大定二十八年十月初四丙寅（1188年10月25日），夭折。明昌三年（1192年），追封绛王，赐名洪裕。

## 資料
- 《金史》卷九十三 列传第三十一 章宗诸子